# リヴィン・イン・ザ・サンライト、ラヴィン・イン・ザ・ムーンライト
『Livin' in the Sunlight, Lovin' in the Moonlight』（リヴィン・イン・ザ・サンライト、ラヴィン・イン・ザ・ムーンライト）は、1930年にモーリス・シュヴァリエが主演を務めた映画、『ザ・ビッグ・ポンド』のためにアル・シャーマンとアル・ルイスが作詞した楽曲である。
同年、ビング・クロスビーとポール・ホワイトマンオーケストラ、Bernie CumminsとBerineのオーケストラらがそれぞれこの曲をカバーし、クロスビーがBillboard Hot 100の16位を、Berineが20位を獲得した。
この曲をカバーした人物は、上記のほかにもアル・ボウルリー・レス・アレンらや、Bob and Alf Pearson兄弟などがいる。
1968年4月、タイニー・ティムは、アメリカのバラエティ番組・The Johnny Carson Showでこの曲のカバーを歌い、タイニー・ティム自身のアルバム、ゴッド・ブレス・タイニー・ティムにそのカバーを収録した。
1999年、スポンジ・ボブのパイロット版エピソード、バイト募集中でタイニー・ティムのカバーが使用され、話題を呼んだ。